# Esteban I de Constantinopla

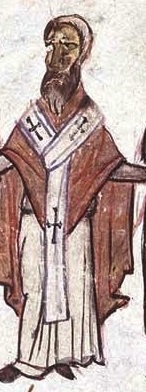
Una representación medieval de Esteban I de Constantinopla

Esteban I de Constantinopla (en griego: Στέφανος Α; romaniz:. Stephanos I, en noviembre de 867-18 de mayo de 893) fue el patriarca de Constantinopla entre 886 y 893.

## Biografía
Esteban era hijo de Eudoxia Ingerina y, oficialmente, del emperador bizantino Basilio I. Sin embargo, cuando fue concebido, Eudoxia seguía siendo la amante del emperador Miguel III el Beodo. En consecuencia, es posible, y probable, que él sea, al igual que su hermano mayor León VI el Sabio, hijo de Miguel.
Castrado por Basilio I, Esteban se convirtió en monje y fue asignado a una carrera en la iglesia a temprana edad. En 886, su hermano, el nuevo emperador León VI, destituyó al patriarca Focio y nombró a Esteban, que entonces tenía diecinueve años, como  patriarca en su lugar.
En el trono patriarcal, Esteban participó en el entierro ceremonial de Miguel III por León VI en el mausoleo imperial adjunto a la Iglesia de los Santos Apóstoles en Constantinopla. No hay hechos significativos relacionados con el patriarcado de Esteban o el propio Patriarca, que murió en mayo 893, a la edad de 25 años, con fama de ser piadoso. Su fiesta en la Iglesia Ortodoxa es el 18 de mayo.